# Хенли, Барри Шабака
Барри Шабака Хенли (англ. Barry Shabaka Henley; род. 15 сентября 1954, Новый Орлеан, Луизиана) — американский характерный актёр театра, кино и телевидения.
Его сценическое имя — Шабака — взято от имени фараона из 25-й династии Египта, правившего с 721 по 707 гг. до н. э.

## Биография
Барри Джозеф Хенли родился 15 сентября 1954 года в Новом Орлеане (штат Луизиана, США). С конца 1970-х годов начал играть в театрах и постепенно добился большой популярности как театральный актёр: он стал лауреатом таких престижных наград как «Драма Деск», Obie и Премия Лоренса Оливье. Хенли сменил своё второе имя для звучности сценического псевдонима: банальное Джозеф он поменял на звучное Шабака — так звали царя Кушитского царства и фараона Древнего Египта, правившего приблизительно в 716—701 годах до нашей эры.
С 1991 года начал сниматься в кино и на телевидении, и за 27 лет (по состоянию на октябрь 2018 года) карьеры теле- и киноактёра он появился в 94 фильмах (из них пять были короткометражными) и сериалах. В титрах бывает указан как Барри Шебака Хенли, Шабака, Барри Хенли, Шабака Хенли.
Рост актёра составляет 188 см. Амплуа — трудолюбивые полицейские или сотрудники безопасности. Одинаково успешен как в комедийных, так и в драматических сценариях.

## Избранная фильмография

### Широкий экран
- 1993 — Страх перед чёрной шляпой[англ.] / Fear of a Black Hat — Джеффри Леннокс
- 1993 — На что способна любовь / What's Love Got to Do with It — доктор из Эль-Пасо
- 1993 — То, что называют любовью / The Thing Called Love — преподобный Реймонд
- 1994 — Скаут[англ.] / The Scout — Макдермотт
- 1995 — Дестини включает радио / Destiny Turns on the Radio — Дравек
- 1995 — Повелитель иллюзий / Lord of Illusions — доктор Тоффлер
- 1995 — Дьявол в голубом платье / Devil in a Blue Dress — лесоруб
- 1998 — Падший / Fallen — полицейский
- 1998 — Булворт / Bulworth — бармен
- 1998 — Увлечение Стеллы / How Stella Got Her Groove Back — Бадди
- 1998 — Час пик / Rush Hour — Бобби
- 1998 — Целитель Адамс / Patch Adams — Эммет
- 1999 — Пожизненно / Life — Покерфейс
- 2001 — Али / Ali — Джабир Герберт Мохаммед[англ.], менеджер Мохаммеда Али
- 2004 — Терминал / The Terminal — Рэй Тёрмен
- 2004 — Соучастник / Collateral — Даниэль
- 2005 — Кровь за кровь / Four Brothers — Дуглас, член Совета
- 2006 — Полиция Майами. Отдел нравов / Miami Vice — Кастильо
- 2009 — Всадники / Horsemen — Так
- 2009 — Большая игра / State of Play — Джин Ставиц, сотрудник Washington Globe
- 2010 — Сухая земля[англ.] / The Dry Land — полковник Стивен Эванс
- 2010 — Что случилось с Вирджинией? / What's Wrong With Virginia — Вилли
- 2011 — Большой год / The Big Year — доктор Нил Крамер
- 2012 — Медальон / Stolen — Реджинальд
- 2013 — Телекинез / Carrie — Мортон, директор школы
- 2016 — Патерсон / Paterson — Док, бармен
- 2017 — Безумные семейки[англ.] / Mad Families — Попс
- 2017 — Счастливчик / Lucky — Джо
- 2018 — Офисный беспредел / Office Uprising — Кларенс
- 2018 — Звезда родилась / A Star Is Born — Литл Фит

### Телевидение
- 1991—1992 — Королевская семья[англ.] / The Royal Family — Уиллис Тиллис (в 8 эпизодах)
- 1992—1994 — Рок[англ.] / Roc — Эрни (в 7 эпизодах)
- 1994 — Скорая помощь / ER — детектив (в эпизоде Chicago Heat)
- 1995 — Женаты… с детьми / Married… with Children — Чарли (в эпизоде The Naked and the Dead, But Mostly the Naked)
- 1995 — Сказочные истории для всех детей[англ.] / Happily Ever After: Fairy Tales for Every Child — ужасно выглядящий гигант (в эпизоде The Valiant Little Tailor; озвучивание)
- 1995 — Клиент[англ.] / The Client — Линтон Белл (в эпизоде Them That Has…)
- 1995, 2004 — Полиция Нью-Йорка / NYPD Blue — разные роли (в 3 эпизодах)
- 1996 — Малкольм и Эдди[англ.] / Malcolm & Eddie — мистер Дериан (в эпизоде Eddie by Moonlight)
- 1998 — Южный Бруклин[англ.] / Brooklyn South — мистер Андерс (в эпизоде Don't You Be My Valentine)
- 2000 — Шоу Стива Харви[англ.] / The Steve Harvey Show — Том Каннингем (в эпизоде Boy Trouble)
- 2000 — Городские ангелы / City of Angels — Делмар Форшетт (в эпизоде The Prince and the Porker)
- 2001 — Тюрьма Оз / Oz — лейтенант Шманд (в эпизоде Revenge Is Sweet)
- 2001 — Расследование Джордан / Crossing Jordan — Омар Мальтезе (в эпизоде Born to Run)
- 2002—2003 — Убойный отдел[англ.] / Robbery Homicide Division — сержант Альберт Симмс (в 13 эпизодах)
- 2004 — Закон и порядок: Специальный корпус / Law & Order: Special Victims Unit — Асанте Одуфеми (в эпизоде Ritual)
- 2005 — Анатомия страсти / Grey's Anatomy — мистер Паттерсон (в эпизоде Shake Your Groove Thing)
- 2005—2006 — Рядом с домом[англ.] / Close to Home — детектив Лу Драммер (в 9 эпизодах)
- 2006 — 4исла / Numb3rs — тренер Грейди (в эпизоде Hardball)
- 2007 — Виртуозы / Hustle — Томас Джексон (в эпизоде Big Daddy Calling)
- 2007 — Герои / Heroes — детектив Брайан Фуллер (в 4 эпизодах)
- 2009—2010 — Вспомни, что будет / FlashForward — агент ФБР Шелли Врид (в 13 эпизодах)
- 2010 — Хорошие парни[англ.] / The Good Guys — комиссар (в эпизоде Dan on the Run)
- 2010 — Обмани меня / Lie to Me — доктор Винсент Олсон (в эпизоде Veronica)
- 2011 — Следствие по телу / Body of Proof — Эл Чапмен (в эпизоде Letting Go)
- 2012 — Посредник Кейт / Fairly Legal — агент Донован (в эпизоде Start Me Up)
- 2012 — Удача / Luck — офицер полиции (в 4 эпизодах)
- 2012 — Вице-президент / Veep — заведующий точкой фаст-фуда (в эпизоде Baseball)
- 2013 — Бесстыдники / Shameless — судья Глен Офсисер (в эпизоде A Long Way from Home)
- 2013 — Помни воскресенье / Remember Sunday — баптист
- 2013 — Сумасшедшие / The Crazy Ones — Пит (в эпизоде The Stan Wood Account)
- 2015 — Лучше звоните Солу / Better Call Saul — детектив Сандерс (в 3 эпизодах)
- 2015 — Род человеческий / Extant — сенатор Гейбел (в эпизоде Change Scenario)
- 2015 — Черноватый / Black-ish — Ти Джексон (в эпизоде Chop Shop)
- 2015 — Помнить всё / Unforgettable — Лео Хакетт (в эпизоде Behind the Beat)
- 2016 — Морская полиция: Новый Орлеан / NCIS: New Orleans — Тодд Ламонт, детектив из Батон-Руж (в эпизоде Means to an End)
- 2017 — Элементарно / Elementary — Уэнделл Хэкт (в эпизоде Crowned Clown, Downtown Brown)
- 2017 — Морская полиция: Спецотдел / NCIS — граф Годдард (в эпизоде Pandora's Box, Part I)
- 2017—2018 — Босх / Bosch — Терри Дрейк (в 8 эпизодах)

### Сразу-на-видео
- 2009 — Улицы крови / Streets of Blood — капитан Джон Фрэндли

### Веб-сериалы
- 2017 — Райан Хансен раскрывает преступления по телевизору[англ.] / Ryan Hansen Solves Crimes on Television — капитан Джексон (в 2 эпизодах)